# Europapokal der Landesmeister (Handball) 1988/89
Dieser Artikel beschreibt den Europapokal der Landesmeister im Handball der Saison 1988/89. Es war die 29. Austragung des Wettbewerbs.

## 1. Runde
|                      | Gesamt |                    | Hinspiel | Rückspiel |
| -------------------- | ------ | ------------------ | -------- | --------- |
| Dukla Prag           | 70:30  | Fola Esch          | 30:16    | 40:14     |
| Wybrzeże Gdańsk      | 50:39  | IF Urædd           | 22:16    | 28:23     |
| Wagner Biro Graz     | 33:47  | SC Magdeburg       | 17:25    | 16:22     |
| USAM Nîmes           | 42:39  | ABC Braga          | 27:21    | 15:18     |
| Kyndil Tórshavn      | 33:51  | Valur Reykjavík    | 16:27    | 17:24     |
| Amicitia Zürich      | 44:39  | Sporting Neerpelt  | 25:19    | 19:20     |
| Rába ETO Győr        | 52:35  | Blauw Wit Neerbeek | 26:12    | 26:23     |
| HK Drott             | 54:38  | BK-46 Karis        | 32:16    | 22:22     |
| Hapoel Rishon Lezion | 47:48  | Filipos Verias     | 28:23    | 19:25     |
| Kolding IF           | 64:24  | HB Liverpool       | 32:12    | 32:12     |
| Steaua Bukarest      | 68:42  | Turkye Halk Ankara | 40:19    | 28:23     |
| Ortigia Siracusa     | w.o.   | KN Anthoupolis     |          |           |

SKA Minsk, Metaloplastika Šabac, VfL Gummersbach und FC Barcelona hatten Freilose und zogen damit direkt in die zweite Runde ein.

## 2. Runde
|                  | Gesamt |                      | Hinspiel | Rückspiel |
| ---------------- | ------ | -------------------- | -------- | --------- |
| SKA Minsk        | 55:43  | Metaloplastika Šabac | 30:21    | 25:22     |
| Dukla Prag       | 56:44  | Wybrzeże Gdańsk      | 31:19    | 25:25     |
| SC Magdeburg     | 48:38  | USAM Nîmes           | 23:13    | 25:25     |
| Amicitia Zürich  | 38:40  | Valur Reykjavík      | 16:15    | 22:25     |
| VfL Gummersbach  | 32:35  | FC Barcelona         | 17:15    | 15:20     |
| HK Drott         | 45:41  | Rába ETO Győr        | 23:18    | 22:23     |
| Ortigia Siracusa | 48:48* | Filipos Verias       | 25:19    | 23:29     |
| Kolding IF       | 42:53  | Steaua Bukarest      | 21:25    | 21:28     |

* Ortigia Siracusa zog auf Grund der Auswärtstorregel ins Viertelfinale ein.

## Viertelfinale
|                  | Gesamt |                 | Hinspiel | Rückspiel |
| ---------------- | ------ | --------------- | -------- | --------- |
| SKA Minsk        | 62:42  | Dukla Prag      | 32:19    | 30:32     |
| Valur Reykjavík  | 37:37* | SC Magdeburg    | 22:16    | 15:21     |
| HK Drott         | 48:44  | FC Barcelona    | 22:20    | 26:24     |
| Ortigia Siracusa | 43:53  | Steaua Bukarest | 22:26    | 21:27     |

* SC Magdeburg zog auf Grund der Auswärtstorregel ins Halbfinale ein.

## Halbfinale
|              | Gesamt |                 | Hinspiel | Rückspiel |
| ------------ | ------ | --------------- | -------- | --------- |
| SC Magdeburg | 46:55  | SKA Minsk       | 26:25    | 20:30     |
| HK Drott     | 45:53  | Steaua Bukarest | 23:24    | 22:29     |

## Finale
|                 | Gesamt |           | Hinspiel | Rückspiel |
| --------------- | ------ | --------- | -------- | --------- |
| Steaua Bukarest | 53:61  | SKA MINSK | 30:24    | 23:37     |

 Steaua Bukarest – SKA Minsk  30:24 (17:9)
7. Mai 1989 in Bukarest, Palast der Kultur und des Sports, 6.000 Zuschauer.
Steaua Bukarest: Vasile Tudor, Adrian Simion – Marian Dumitru (10), Vasile Stîngă (6), Adrian Ghimeş (5), Dumitru Berbece (4/3), Cătălin Cicu (3), Marian Mirică (2), Adrian Ștot, Virgil Nicolae, Aurel Stîngă, Cristian Ionescu
Trainer:: Radu Voina, Ștefan Birtalan
SKA Minsk: Anatoli Galouza, Alexander Minevski – Alexander Tutschkin (6), Michail Jakimowitsch (5/1), Alexander Karschakewitsch (4), Georgi Sviridenko (3), Konstantin Scharowarow (2), Juri Schewzow (2), Andrei Paraschtschenko (2), Aljaksandr Masejkin, Aljaksandr Malinouski, Vasily Sinkevich
Trainer: Spartak Mironowitsch
Schiedsrichter:
 SKA Minsk – Steaua Bukarest  37:23 (16:11)
21. Mai 1989 in Minsk, Sportpalast Minsk, 4.500 Zuschauer.
SKA Minsk: Anatoli Galouza, Alexander Minevski – Alexander Tutschkin (12/1), Michail Jakimowitsch (7), Konstantin Scharowarow (7), Juri Schewzow (4), Georgi Sviridenko (4), Aljaksandr Malinouski (3), Alexander Karschakewitsch, Aljaksandr Masejkin, Juryj Karpuk, Vasily Sinkevich
Trainer: Spartak Mironowitsch
Steaua Bukarest: Vasile Tudor, Adrian Simion – Marian Dumitru (14), Vasile Stîngă (4), Adrian Ghimeş (2), Dumitru Berbece (2/2), Cătălin Cicu (1), Marian Mirică, Adrian Ștot, Virgil Nicolae, Aurel Stîngă, Cristian Ionescu
Trainer:: Radu Voina, Ștefan Birtalan
Schiedsrichter: